# Muharraq (ö)
Muharraq (arabiska: جَزِيرَة اَلْمُحَرَّق, Jazirat al-Muharraq) är  en ö i Bahrain. Den ligger i Muharraqprovinsen i den norra delen av landet, nordost om huvudstaden Manama. Arean är 22,4 kvadratkilometer.